# Кощаково
Кощаково (тат. Кошчак) — село в Пестречинском районе Татарстана. Административный центр Кощаковского сельского поселения.

## История
В «Списке населённых мест Казанского уезда», изданном в 1885 году в Казани даётся описание истории Кощаково: «Кощаковская волость. Кощаково село по обе стороны реки Нокса, на Зюрейском торговом тракте. От города 17 с половиной вёрст. Первое название дано по имени татарского князя Кощака. Троицкая церковь открыта в 1751 году.» Церковный приход Кощаково включал в себя д. Старые Шемёлки (1860), Званку на реке Нокса, Кощаково-Троицкое на реке Нокса, Новое Царёво, Царёво, Черниково, Барановку. Все эти земли являлись помещичьими владениями.
В 1876—1877 годах в селе Кощаково проживал Ф. И. Шаляпин.
Началом совхоза «Кощаковский» является третья ферма совхоза «Кулаевский» — 1929 год. Современный посёлок совхоза начал застраиваться в 1933 году. В мае 1940 года создаётся самостоятельный совхоз Х29 Казанского треста пригородных совхозов. В марте 1942 года это хозяйство было передано Казанскому заводу им. Калинина. Завод, эвакуированный из Ленинграда, имел оборонное значение. В июле 1950 года совхоз Х29 передали в ведение Бирюлинского зверосовхоза в качестве отделения.
17 мая 1958 года приказом по Министерству сельского хозяйства ТАССР был создан зверосовхоз «Кощаковский» как самостоятельное хозяйство.
С 1968 года, совхоз ежегодно отмечается дипломами как «хозяйство высокой культуры земледелия и животноводства». Зверосовхоз «Кощаковский» — участник ежегодных выставок на ВДНХ СССР, награждён многими Дипломами Почёта и медалями, Переходящими Красными знамёнами Совета Министров РСФСР и ВЦСПС, Министерства сельского хозяйства СССР и ЦК Профсоюза работников сельского хозяйства.
В 1976 году звероводческий совхоз «Кощаковский» Пестречинского района ТАССР награждён орденом Трудового Красного Знамени за достигнутые успехи.
С 1 апреля 2002 года хозяйство преобразовано в ОАО СХПК «Кощаковский».
С первых дней существования подсобного хозяйства (1943 года) и до 1984 года свою судьбу с ним связал Ф. В. Зыков — кавалер ордена Ленина, заслуженный механизатор РСФСР. Он прошёл путь от тракториста до главного инженера. Создателем Кощаковского отделения Бирюлинского зверосовхоза является Ахвелидиани А. А., первым директором — Фархутдинов К. Ф. Огромный вклад в развитие звероводства и кролиководства не только в республике, но и в масштабах страны внесли Янушевская Ю. А. — автор породы кроликов «Советская шиншилла», Варнек Е. А. — главный зоотехник, Вагизова С. Г. — бригадир песцовой фермы, Тунгускова А. Н. — кроликовод, участница выставок на ВДНХ СССР. Становление совхоза связало с именами Смирнова М. Н. — старшего агронома, Вачугова И. А. — зоотехника, кавалера ордена «Знак Почёта», Сыпченко Р. М. — главного зоотехника, Пуполь А. Ф. — старшего агронома, Логинова А. А. — главного бухгалтера, Ермолаева А. В., Горшунова С. Ф. — секретаря парткома совхоза, кавалера орденов Трудового Красного Знамени и «Знак Почёта»; Корчагина П. С. — заслуженного ветврача ТАССР.
Долгие годы в совхозе трудились Агапова Л. П. — доярка, кавалер ордена Ленина; Михеева З. Г. — кроликовод, кавалер ордена Октябрьской Революции и Трудового Красного Знамени; Самойлова А. К. — доярка, кавалер ордена Трудового Красного Знамени; Егорова А. Н. — зверовод, депутат ВС ТАССР, кавалер ордена Трудового Красного Знамени; Козлова М. М. — зверовод, кавалер ордена Трудового Красного Знамени.
Славные страницы истории совхоза «Кощаковский» связаны с именем Валеева Нагима Бареевича — директора совхоза с 1970 по 1993 годы, кавалера орденов Трудового Красного Знамени, Дружбы народов, «Знак Почёта», заслуженного зоотехника РСФСР.

## Население
| 2012 |
| ---- |
| 1900 |

## Транспорт
Через Кощаково проходят пригородный автобус № 109 («автовокзал Восточный» — «Пестрецы») и маршрутное такси № 123 («метро Проспект Победы» — «Новое Шигалеево»).